# 高山紀齋
高山 紀齋（たかやま きさい、嘉永3年12月12日（1851年1月13日） - 昭和8年（1933年2月5日））は、明治時代の歯科医。東京歯科大学の前身高山歯科医学院を設立した。

## 経歴
備前岡山藩（現・岡山県岡山市）出身。幼名は彌太郎。岡山藩家老日置家の家臣・高山紀次の長男。母は清子。叔父の磯田軍次兵衛由道（鴨方藩士・藩主傅役）に素読を授けられ儒教を学ぶ。1868年から翌年にかけて戊辰戦争に従軍。神戸事件では備前藩兵の一員であった。
1870年上京して慶應義塾に入塾し英学を修めると、1872年にアメリカに渡り歯科医学を学んだ。1878年に帰国した後、東京市京橋区銀座（現・東京都中央区銀座）に高山歯科診療所を開業した。1890年、東京市芝区伊皿子坂上（現・東京都港区三田4丁目）に高山歯科医学院を設立。当時黎明期にあった日本の歯科医学教育の体制作りに尽力した。また、歯科界のヨコの結束作りにも尽力し、すでに歯科医として開業していた伊沢道盛、小幡英之助とともに大日本歯科医会を設立、その初代会長に就任した。1899年高山歯科医学院の経営を血脇守之助に譲ったあとは歯科教育の現場から手をひき、臨床医として診療活動にいそしんだ。時には召されて皇族、政治家の診療にも当たったという。
1933年2月5日、82歳で死去。戒名は高岳院悟道紀齋居士。正六位、勲五等。

## エピソード
叔父の磯田軍次兵衛由道の子孫である磯田道史曰く、神戸事件でアメリカ海兵隊の強さを目の当たりにした岡山藩の命により、
高山紀齋はアメリカへ留学。甘味が好きな高山紀齋はアメリカのお菓子を食べ過ぎた結果虫歯になり、歯科医にかかったところ「日本に歯の治療ができる人間がいないなら、歯科の勉強をした方が日本の為になる」と説得され、歯科医学を学んだ。帰国後、明治天皇や大正天皇の歯の治療も行っている。

## 家族
- 父・高山紀次 - 岡山藩士
- 叔父・磯田由道 - 岡山藩士。藩主の教育係主任。子孫に磯田道史がいる[3]。
- 妻・あい - 森山茂の長女。あいは鳩山和夫とも縁談話があり、どちらに嫁ぐが話題となった。父方叔母の夫に五代友厚[4]。
- 弟・瓜生源太郎 - 歯科医[4]
- 甥・瓜生春太郎 - 歯科医[4]

## 栄典
- 1896年（明治29年）9月18日 - 勲六等単光旭日章[5]